# Équipe cycliste Gaverzicht-BE Okay-Van Mossel
L'équipe cycliste Gaverzicht-BE Okay-Van Mossel est une équipe cycliste belge.

## Histoire de l'équipe
Il est annoncé le 10 octobre 2014 qu'en 2015 l'équipe portera le nom d'EFC-Etixx. L'équipe est toujours soutenue par Omega Pharma : un partenariat de deux ans a été signé par Wim Feys avec Marc Coucke, propriétaire d'Omega Pharma, dont Etixx constitue une filiale.

## Principales victoires

### Courses d'un jour
- À travers la Campine anversoise : 2011 (Tom Devriendt)

### Courses par étapes
- Tour de la Vallée d'Aoste : 2019 (Mauri Vansevenant)

### Championnats nationaux
- Championnats de Belgique : 4
  - Course en ligne espoirs : 2013 (Jens Wallays)
  - Contre-la-montre espoirs : 2012 (Yves Lampaert) et 2018 (Sasha Weemaes)
  - Contre-la-montre juniors : 2012 (Aimé De Gendt)
- Championnats de Grande-Bretagne : 1
  - Contre-la-montre espoirs : 2010 (Andrew Griffiths)

## Effectif 2016
| Effectif 2016                              | Effectif 2016     | Effectif 2016 | Effectif 2016                       |
| Cycliste                                   | Date de naissance | Pays          | Équipe précédente                   |
| ------------------------------------------ | ----------------- | ------------- | ----------------------------------- |
| Piet Allegaert (1 janv.–31 juill.)         | 20 janvier 1995   | Belgique      | Avia-Crabbé (2013)                  |
| Cédric Beullens                            | 27 janvier 1997   | Belgique      |                                     |
| Michael Cools                              | 12 septembre 1994 | Belgique      | BCV Works-Soenens (2015)            |
| Jorden De Haes                             | 9 novembre 1997   | Belgique      |                                     |
| Maxime De Poorter                          | 21 avril 1996     | Belgique      | Avia-Crabbé (2014)                  |
| Lindsay De Vylder                          | 30 mai 1995       | Belgique      | Van Der Vurst Development (2014)    |
| Benjamin Declercq                          | 4 février 1994    | Belgique      | DJ-Matic Kortrijk (2012)            |
| Cédric Defreyne                            | 26 octobre 1995   | Belgique      |                                     |
| Dennis Delmotte                            | 30 janvier 1996   | Belgique      |                                     |
| Nico Houtteman                             | 9 janvier 1997    | Belgique      |                                     |
| Célestin Leyman                            | 29 mars 1997      | Belgique      |                                     |
| Gill Meheus                                | 14 août 1995      | Belgique      |                                     |
| Christophe Noppe                           | 29 novembre 1994  | Belgique      | DJ-Matic Kortrijk (2012)            |
| Jacob Relaes                               | 18 mai 1996       | Belgique      |                                     |
| Guillaume Seye                             | 28 novembre 1996  | Belgique      | VL Technics-Experza-Abutriek (2015) |
| Bjarne Vanacker                            | 30 mai 1997       | Belgique      |                                     |
| Gauthier Vandevyvere                       | 25 juin 1997      | Belgique      |                                     |
| Matthias Vandewalle                        | 18 août 1994      | Belgique      |                                     |
| Herman Vanhoucke                           | 5 septembre 1996  | Belgique      |                                     |
| Jordi Warlop                               | 4 juin 1996       | Belgique      |                                     |
|                                            |                   |               |                                     |
| Sources : ProCyclingStats Cycling Archives |                   |               |                                     |

## Saisons précédentes
- EFC-Omega Pharma-Quick Step en 2014
- EFC-Etixx en 2015
- EFC-Etixx en 2016